# Geografia dell'Egitto

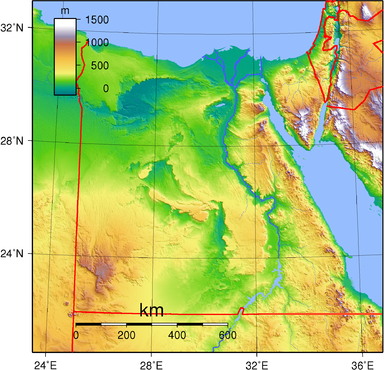
Mappa fisica dell'Egitto

L'Egitto con un'area di 1002000 km² è il 24º Paese del mondo per superficie e il 13º del continente africano.
Si trova nel nord-est dell'Africa e si affaccia a nord sul Mediterraneo e a est sul mar Rosso e il golfo di Suez. Una parte del suo territorio (penisola del Sinai) si estende anche sul continente asiatico, facendone quindi uno Stato transcontinentale. Confina a ovest con la Libia, a est con Israele e a sud con il Sudan.

## Dati generali
Area:

Totale: 
1 001 451 km²

Terre:
995 440 km²

Acque:
6 000 km²
Terre:

Totale:
2 665 km

Paesi confinanti:
Sudan, Israele e Libia

## Morfologia

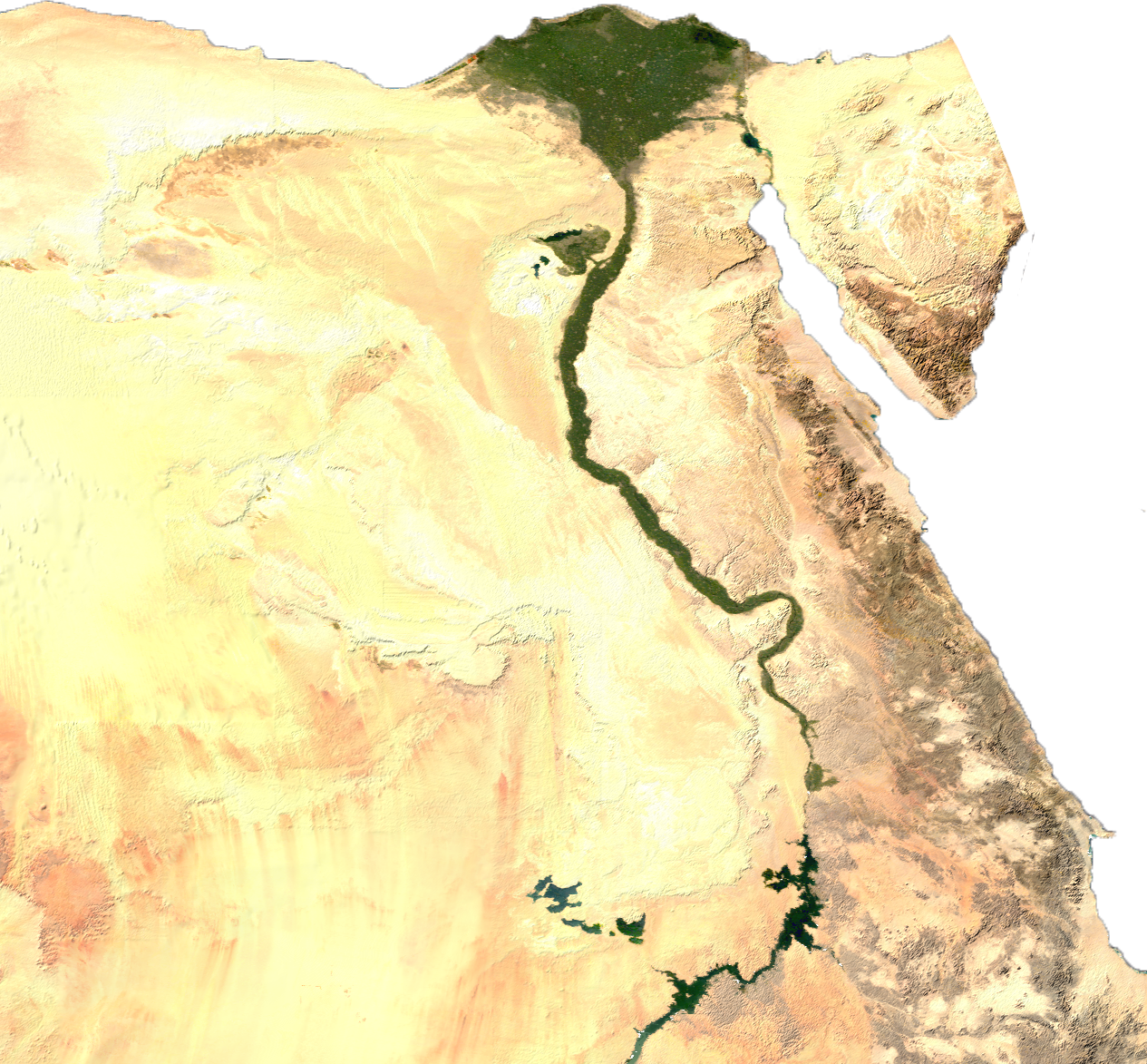
L'Egitto visto dal satellite

Il territorio dell'Egitto è costituito quasi totalmente (circa 95%) dal deserto; il Nilo attraversa longitudinalmente il Paese, creando intorno a sé una delle zone più fertili al mondo.
L'Egitto può essere suddiviso in quattro regioni naturali:
- la valle del Nilo e la regione del delta;
- il deserto orientale;
- il deserto occidentale;
- la penisola del Sinai.

### Valle del Nilo e delta
La valle del Nilo cioè il delta si estende in territorio egiziano per circa 1 500 km, dal confine con il Sudan fino al Mediterraneo, e una larghezza che, esclusa la zona del delta, varia da 5 a 20 km.
Il Nilo entra in territorio egiziano poco a nord della città sudanese di Wadi Halfa, all'altezza del 22º parallelo. Qui il fiume, dal 1970 anno di costruzione della diga di Assuan, si allarga a formare il lago Nasser, che si estende a sud della diga per circa 478 km di cui 320 km circa in territorio egiziano. L'altezza sul livello del mare del lago Nasser è di circa 180 m. Dopo la diga il fiume riassume il suo corso naturale disegnando una specie di S allungata che si snoda nel deserto dalla città di Assuan fino al Cairo. Lungo questo percorso di circa 850 km si trovano le molte importanti città e siti archeologici dell'antico Egitto. Dopo Assuan si incontra Kôm Ombo ove la valle si allarga fino a 20 km per poi restringersi successivamente, quindi Edfu ed Esna. Qui la valle si allarga nuovamente tra gli 8 e i 15 km, a nord di Esna il fiume disegna una curva verso nord est incontrando Luxor, Copto, Qena e Dendera, dove una scogliera di calcare alta circa 300 metri costringe il fiume a cambiare direzione verso sud-ovest per circa 60 km per poi prendere la direzione verso nord-ovest. Il fiume prosegue in questa direzione per circa 160 km fino ad Asyūṭ incontrando le città di Nag Hammadi, Abido, Sohag, Tahta. Dopo Asyūṭ le scarpate su entrambi i lati del fiume diminuiscono di altezza, la valle si allarga fino a circa 22 km e il fiume punta verso nord incontrando Amarna, Ermopoli, Al-Minya, Beni Suef, Faiyum, Abu Rawash, Dahshur, Menfi, Abusir, Giza e Il Cairo.
Poco a nord del Cairo inizia il delta del Nilo dove il fiume si biforca in due rami principali, il ramo di Rosetta a ovest lungo circa 235 km, e il ramo di Damietta a est lungo circa 240 km. All'interno e nelle immediate vicinanze di questi due rami, si trovano numerosi rami secondari e canali artificiali costruiti principalmente a scopo irriguo. Nel nord, vicino alla costa, il delta abbraccia una serie di saline e laghi. I più importanti tra loro sono, da ovest verso est, i laghi Maryut, Idku, al-Burullus, e Manzila.

### Deserto orientale
Il deserto orientale inizia a est del delta del Nilo, si estende a sud fino al Sudan nord-orientale, e a est fino al golfo di Suez e al Mar Rosso, comprende una superficie di circa 222 000 km², pari a quasi un quarto della superficie dell'Egitto.
Il territorio consiste in altopiano sabbioso che s'innalza bruscamente dalla valle del Nilo e si estende verso est per una larghezza che va dagli 80 ai 170 km fino alle cosiddette Colline del Mar Rosso, una catena di montagne che si sviluppano in direzione nord-sud da Suez fino al confine con il Sudan e raggiungono l'altezza massima di 2 187 m con il Monte Shaiyb al-Banat.
A est si sviluppa una stretta pianura costiera che si estende verso sud parallelamente alla costa.
Il deserto orientale, per la sua posizione, riceve maggiori precipitazioni rispetto al deserto occidentale, che sono tuttavia insufficienti a far superare la configurazione stagionale ai torrenti, che solcano numerosi i wadi presenti nel territorio.
La zona desertica è abitata da nomadi che vivono di pastorizia e commerci. La maggior parte della popolazione vive lungo le città e villaggi della costa.

### Deserto occidentale
Il deserto occidentale occupa la parte di territorio egiziano che va dalla Valle del Nilo fino al confine con la Libia e dal Mediterraneo al confine con il Sudan per una superficie di circa 700 000 km².
Il territorio è generalmente piatto e sabbioso, costituito da tavolati che si innalzano gradatamente da nord verso sud e raggiungono la massima altezza nella zona sud ovest al confine con la Libia e il Sudan con l'altopiano del Gilf Kebir con il Gebel el Auenat di 1 934 m.
Nella parte centrale e settentrionale il motivo dominante del territorio è costituito dalle depressioni nelle quali si sviluppano delle oasi. La depressione più estesa è quella di Qattâra, che raggiunge i -133 m, fiancheggiata da quella più piccola di Siwa. Più a sud si trova l'Oasi del Fayyum vicina al corso del Nilo, da cui riceve le acque per mezzo di un antico canale artificiale che consente lo sviluppo di colture agricole. Altre depressioni, meno profonde, si trovano ancora più a sud: Bahariya, Farafra, Dakhla e Kharga.
A nord della depressione di Qattâra il deserto degrada sul Mediterraneo con basse scarpate rocciose che lasciano spazio a una stretta pianura costiera.
Nelle oasi vengono coltivati datteri, cereali e legumi. Sulla costa mediterranea, dove in inverno si hanno anche delle precipitazioni, le rare popolazioni nomadi allevano dromedari, ovini e caprini.

### Penisola del Sinai
La penisola del Sinai, pur essendo politicamente appartenente all'Egitto, fa parte geograficamente del continente asiatico. È delimitata a est dal deserto israeliano del Negev e dal golfo di Aqaba, a nord dal mare Mediterraneo, a ovest dal golfo e dal canale di Suez e a sud dal mar Rosso.
La penisola ha una lunghezza da nord a sud di circa 380 km e una larghezza da ovest a est di circa 210 km, per una superficie complessiva di circa 61 000 km².
Nella parte sud della penisola si trovano i rilievi maggiori, il monte Caterina che con i suoi 2 637 metri è la montagna più alta dell'Egitto, e il monte Sinai.
La zona orientale della penisola è conosciuta come la Great Rift Valley, e si tratta di una fossa geologica che si estende dalla valle del fiume Giordano verso sud, attraverso, il mar Rosso fin dentro l'Africa nel Kenya.

## Geografia fisica

### Rilievi
Nella penisola del Sinai il territorio è prevalentemente arido e montuoso, culmina a sud nel Gebel Caterina (2 637 metri).
L'Egitto è un altopiano con pochi rilievi bagnato a nord dal Mar Mediterraneo, e a est dal Mar Rosso, ma quasi interamente composto da deserti come ad esempio il Deserto Libico

### Fiumi e laghi
Il fiume principale dell'Egitto è il Nilo, che si contende il titolo del " fiume più lungo del mondo" con il Rio delle Amazzoni, e attraversa l'Egitto per quasi 2 000 km per un complesso di circa 7 000 km². Il lago principale è il Nasser (o Assuan, dalla sua diga), un lago artificiale al confine con il Sudan.
L'Egitto ha pochissimi fiumi. Il Nilo è il più importante del Paese. Esso nasce dai grandi laghi africani, nella zona centrale del continente, e nel suo ultimo tratto attraversa da sud verso nord la parte orientale dell'Egitto. Il Nilo è stato di vitale importanza per il fiorire delle antiche civiltà, e lo è ancor oggi poiché è una fonte inesauribile di acqua per l'irrigazione dei campi. Senza di esso l'Egitto sarebbe un'isolata landa desertica senza vita, trovandosi su uno dei territori più aridi del deserto sahariano, il deserto libico, poverissimo di oasi.
Il Nilo è quasi tutto navigabile, con l'eccezione del corso in prossimità della prima cateratta, a sud. Scorre su un ampio letto per alcuni tratti incassato fra alte pareti rocciose. Poco a nord de Il Cairo, si divide in due rami principali.
- a ovest, quello di Rosetta, che sfocia vicino alla città di Alessandria;
- a est, quello di Damietta, che sfocia nei pressi del canale di Suez.

Il delta del Nilo, chiamato Kantar, è ricco di cordoni sabbiosi, ed è solcato da una fitta rete di canali artificiali.

## Clima
Il clima dell'Egitto è mediterraneo nelle zone costiere e desertico nel resto del territorio.
L'Egitto è caratterizzato da forti escursioni termiche. La vegetazione è spontanea e molto ridotta e compare solo lungo le rive del Nilo e nelle oasi, dove la pianta più diffusa è la palma da datteri.